# Branta canadensis
La barnacla canadiense (Branta canadensis), también conocida como ganso de Canadá, es una especie de ave anseriforme de la familia Anatidae. Es el miembro del género Branta más ampliamente distribuido por Norteamérica. En estado silvestre, aún pueden encontrarse las siete subespecies, cinco de las cuales eran antes asignadas a la barnacla de Hutchins (Branta hutchinsii).
La situación de la especie estuvo amenazada, como consecuencia de la depredación que se hizo sobre la misma entre comienzos del siglo XIX y mediados del XX; sin embargo, una serie de leyes conservacionistas y la dedicación de las agencias protectoras de la vida salvaje de Canadá y Estados Unidos, logró revertir la situación, llegando a duplicarse en 1974 la cantidad de individuos que había hacia 1950.

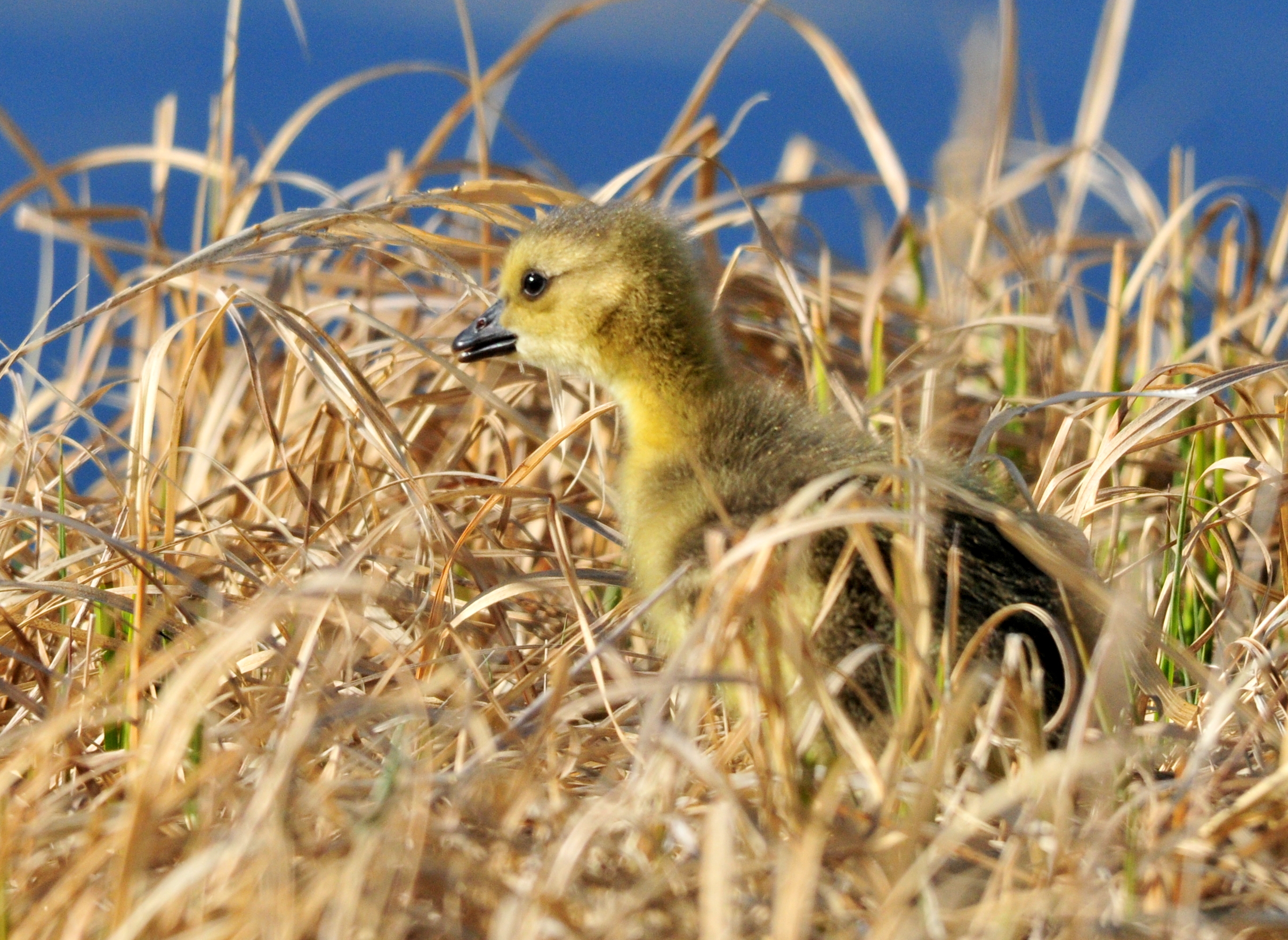
Ansarino

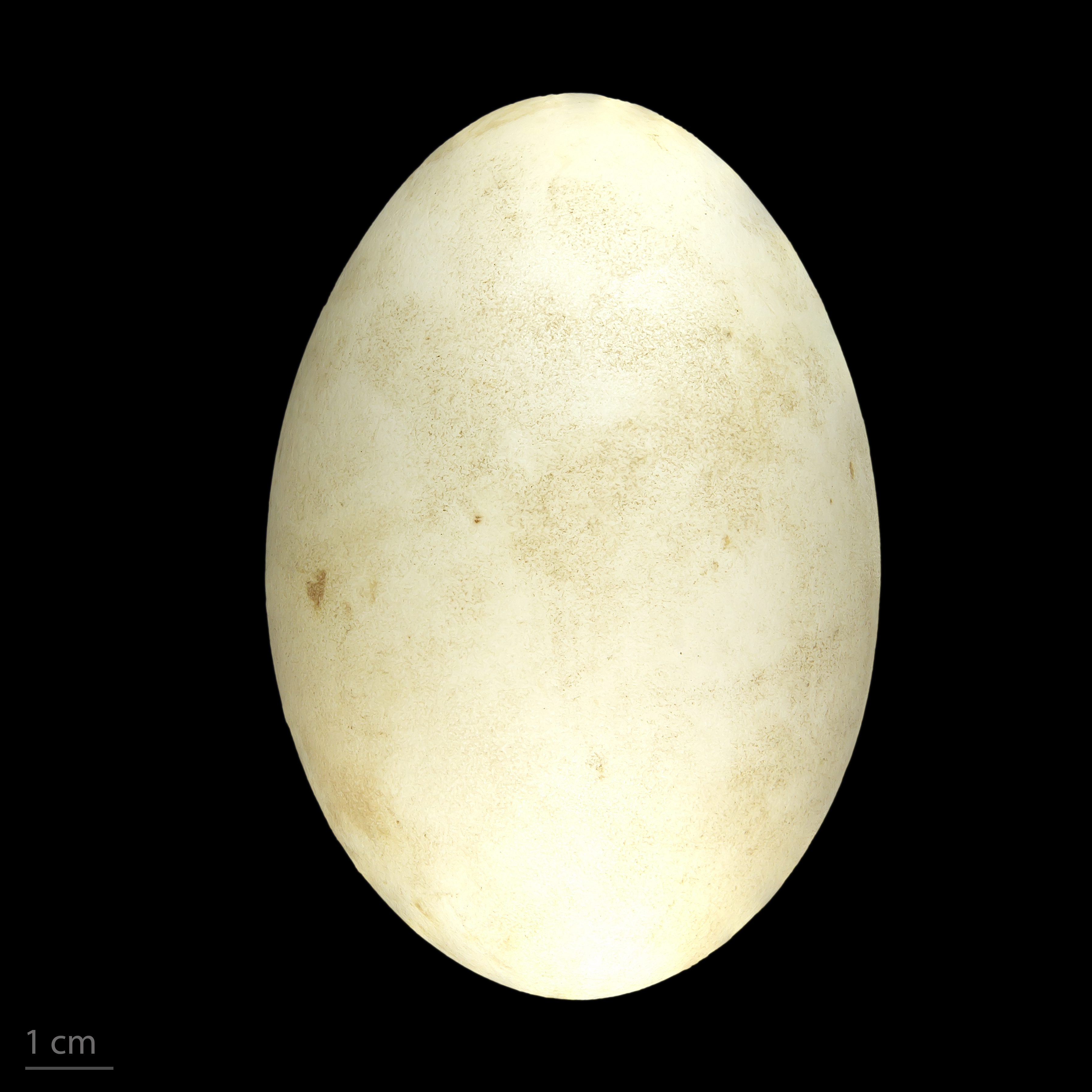
Branta canadensis - MHNT

## Subespecies

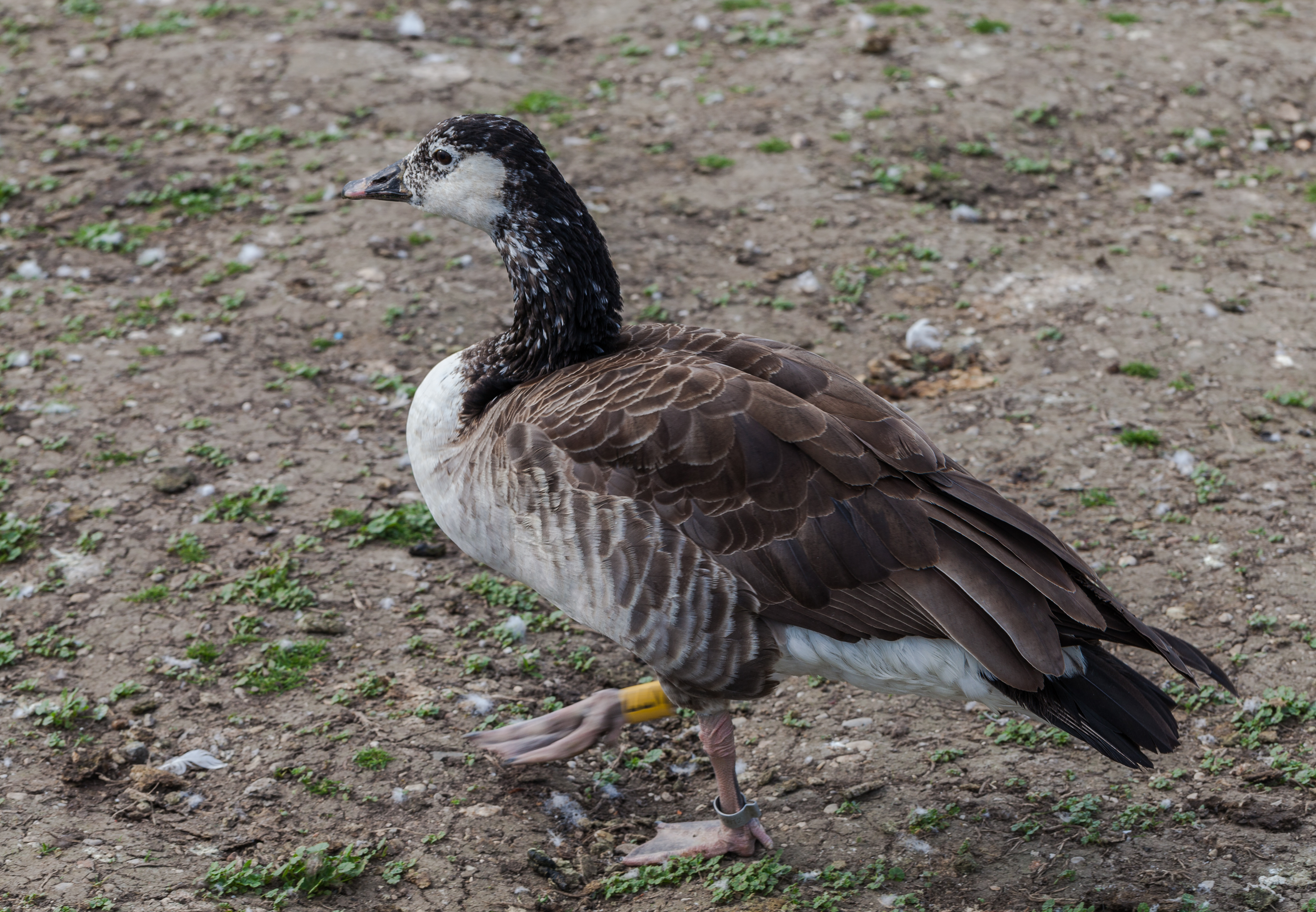
Ejemplar en el parque del Palacio de Nymphenburg en Múnich.

Se distinguen siete subespecies de Branta canadensis:
- Branta canadensis canadensis - Barnacla canadiense atlántica
- Branta canadensis fulva - Barnacla canadiense de Vancouver
- Branta canadensis interior - Barnacla canadiense interior
- Branta canadensis maxima - Barnacla canadiense gigante
- Branta canadensis moffitti - Barnacla canadiense de Moffitt
- Branta canadensis occidentalis - Barnacla canadiense oscura
- Branta canadensis parvipes - Barnacla canadiense menor

## Especie invasora en España
Debido a su potencial colonizador y constituir una amenaza grave para las especies autóctonas, los hábitats o los ecosistemas, esta especie ha sido incluida en el Catálogo Español de Especies Exóticas Invasoras, regulado por el Real Decreto 630/2013, de 2 de agosto, estando prohibida en España su introducción en el medio natural, posesión, transporte, tráfico y comercio.